# Elezioni amministrative in Italia del 2000
Le elezioni amministrative in Italia del 2000 si sono tenute il 16 aprile (primo turno) e il 30 aprile (secondo turno).
In Valle d'Aosta le elezioni si sono tenute il 7 maggio; in Trentino-Alto Adige il 14 maggio (primo turno) e il 28 maggio (secondo turno).
In Sicilia le elezioni si sono tenute altresì il 26 novembre (primo turno) e il 10 dicembre (secondo turno).

## Elezioni comunali di aprile

### Lombardia

#### Lodi
| Candidati                            | Candidati                  | II turno             | II turno             | I turno | I turno | Liste                           | Voti   | %     | Seggi |
| Candidati                            | Candidati                  | Voti                 | %                    | Voti    | %       | Liste                           | Voti   | %     | Seggi |
| ------------------------------------ | -------------------------- | -------------------- | -------------------- | ------- | ------- | ------------------------------- | ------ | ----- | ----- |
|                                      | Aurelio Ferrari ✔️ Sindaco | 10 627               | 52,82                | 12 340  | 47,45   | Democratici di Sinistra         | 4 672  | 21,47 | 13    |
| Partito Popolare Italiano            | Aurelio Ferrari ✔️ Sindaco | 10 627               | 52,82                | 12 340  | 47,45   | 1 860                           | 8,55   | 5     |       |
| Partito della Rifondazione Comunista | Aurelio Ferrari ✔️ Sindaco | 10 627               | 52,82                | 12 340  | 47,45   | 1 023                           | 4,70   | 2     |       |
| Alleanza per Lodi                    | Aurelio Ferrari ✔️ Sindaco | 10 627               | 52,82                | 12 340  | 47,45   | 815                             | 3,74   | 2     |       |
| Cento Paesi                          | Aurelio Ferrari ✔️ Sindaco | 10 627               | 52,82                | 12 340  | 47,45   | 721                             | 3,31   | 2     |       |
| Partito dei Comunisti Italiani       | Aurelio Ferrari ✔️ Sindaco | 10 627               | 52,82                | 12 340  | 47,45   | 359                             | 1,65   | –     |       |
| Socialisti Democratici Italiani      | Aurelio Ferrari ✔️ Sindaco | 10 627               | 52,82                | 12 340  | 47,45   | 274                             | 1,26   | –     |       |
|                                      | Ernesto Capra              | 9 492                | 47,18                | 12 008  | 46,17   | Forza Italia                    | 6 861  | 31,52 | 10    |
| Lega Nord                            | Ernesto Capra              | 9 492                | 47,18                | 12 008  | 46,17   | 2 004                           | 9,21   | 3     |       |
| Alleanza Nazionale                   | Ernesto Capra              | 9 492                | 47,18                | 12 008  | 46,17   | 1 331                           | 6,12   | 1     |       |
| Centro Cristiano Democratico         | Ernesto Capra              | 9 492                | 47,18                | 12 008  | 46,17   | 416                             | 1,91   | –     |       |
| Seggio di coalizione                 | Seggio di coalizione       | Seggio di coalizione | 47,18                | 12 008  | 46,17   | 1                               |        |       |       |
|                                      | Andrea Cancellato          | Andrea Cancellato    | Andrea Cancellato    | 894     | 3,44    | Socialisti Uniti e Indipendenti | 764    | 3,51  | –     |
| Seggio di coalizione                 | Seggio di coalizione       | Seggio di coalizione | Andrea Cancellato    | 894     | 3,44    | 1                               |        |       |       |
|                                      | Gianmario Invernizzi       | Gianmario Invernizzi | Gianmario Invernizzi | 468     | 1,80    | S.O.S. per Lodi                 | 420    | 1,93  | –     |
|                                      | Stefania Brocchi           | Stefania Brocchi     | Stefania Brocchi     | 299     | 1,15    | Partito Umanista                | 245    | 1,13  | –     |
| Totale                               | Totale                     | 20 119               | 100                  | 26 009  | 100     |                                 | 21 765 | 100   | 40    |
|                                      |                            |                      |                      |         |         |                                 |        |       |       |
| Fonte: Ministero dell'interno        |                            |                      |                      |         |         |                                 |        |       |       |

#### Mantova
| Candidati                            | Candidati                          | II turno             | II turno          | I turno | I turno | Liste                   | Voti   | %     | Seggi |
| Candidati                            | Candidati                          | Voti                 | %                 | Voti    | %       | Liste                   | Voti   | %     | Seggi |
| ------------------------------------ | ---------------------------------- | -------------------- | ----------------- | ------- | ------- | ----------------------- | ------ | ----- | ----- |
|                                      | Gianfranco Burchiellaro ✔️ Sindaco | 12 946               | 53,48             | 12 498  | 40,15   | Democratici di Sinistra | 5 937  | 24,08 | 15    |
| Lista Civica per Mantova             | Gianfranco Burchiellaro ✔️ Sindaco | 12 946               | 53,48             | 12 498  | 40,15   | 2 497                   | 10,13  | 6     |       |
| Partito dei Comunisti Italiani       | Gianfranco Burchiellaro ✔️ Sindaco | 12 946               | 53,48             | 12 498  | 40,15   | 958                     | 3,89   | 2     |       |
| Federazione dei Verdi                | Gianfranco Burchiellaro ✔️ Sindaco | 12 946               | 53,48             | 12 498  | 40,15   | 576                     | 2,34   | 1     |       |
|                                      | Guido Benedini                     | 11 260               | 46,52             | 11 593  | 37,25   | Forza Italia            | 4 668  | 18,94 | 6     |
| Alleanza Nazionale                   | Guido Benedini                     | 11 260               | 46,52             | 11 593  | 37,25   | 2 072                   | 8,40   | 2     |       |
| Lega Nord                            | Guido Benedini                     | 11 260               | 46,52             | 11 593  | 37,25   | 1 240                   | 5,03   | 1     |       |
| Centro Cristiano Democratico         | Guido Benedini                     | 11 260               | 46,52             | 11 593  | 37,25   | 776                     | 3,15   | 1     |       |
| Pensionati Nord                      | Guido Benedini                     | 11 260               | 46,52             | 11 593  | 37,25   | 319                     | 1,29   | –     |       |
| Seggio di coalizione                 | Seggio di coalizione               | Seggio di coalizione | 46,52             | 11 593  | 37,25   | 1                       |        |       |       |
|                                      | Sergio Cordibella                  | Sergio Cordibella    | Sergio Cordibella | 4 455   | 14,31   | Uniti per Mantova       | 1 906  | 7,73  | 2     |
| Partito della Rifondazione Comunista | Sergio Cordibella                  | Sergio Cordibella    | Sergio Cordibella | 4 455   | 14,31   | 1 491                   | 6,05   | 1     |       |
| Seggio di coalizione                 | Seggio di coalizione               | Seggio di coalizione | Sergio Cordibella | 4 455   | 14,31   | 1                       |        |       |       |
|                                      | Marco Simonazzi                    | Marco Simonazzi      | Marco Simonazzi   | 1 061   | 3,41    | Comitati Cittadini      | 892    | 3,62  | –     |
| Seggio di coalizione                 | Seggio di coalizione               | Seggio di coalizione | Marco Simonazzi   | 1 061   | 3,41    | 1                       |        |       |       |
|                                      | Giuliano Longfils                  | Giuliano Longfils    | Giuliano Longfils | 760     | 2,44    | Mantova Libera          | 676    | 2,74  | –     |
|                                      | Verter Gorni                       | Verter Gorni         | Verter Gorni      | 758     | 2,44    | Mantova Rinasce         | 644    | 2,61  | –     |
| Totale                               | Totale                             | 24 206               | 100               | 31 125  | 100     |                         | 24 652 | 100   | 40    |
|                                      |                                    |                      |                   |         |         |                         |        |       |       |
| Fonte: Ministero dell'interno        |                                    |                      |                   |         |         |                         |        |       |       |

#### Pavia
| Candidati                             | Candidati                   | II turno             | II turno          | I turno | I turno | Liste                                | Voti   | %     | Seggi |
| Candidati                             | Candidati                   | Voti                 | %                 | Voti    | %       | Liste                                | Voti   | %     | Seggi |
| ------------------------------------- | --------------------------- | -------------------- | ----------------- | ------- | ------- | ------------------------------------ | ------ | ----- | ----- |
|                                       | Andrea Albergati ✔️ Sindaco | 20 808               | 57,15             | 21 770  | 46,38   | Lista per Pavia                      | 7 420  | 18,78 | 11    |
| Democratici di Sinistra               | Andrea Albergati ✔️ Sindaco | 20 808               | 57,15             | 21 770  | 46,38   | 6 085                                | 15,40  | 9     |       |
| Socialisti Democratici Italiani - PRI | Andrea Albergati ✔️ Sindaco | 20 808               | 57,15             | 21 770  | 46,38   | 2 346                                | 5,94   | 3     |       |
| Partito dei Comunisti Italiani        | Andrea Albergati ✔️ Sindaco | 20 808               | 57,15             | 21 770  | 46,38   | 998                                  | 2,53   | 1     |       |
|                                       | Giampaolo Chirichelli       | 15 599               | 42,85             | 19 453  | 41,44   | Forza Italia                         | 10 961 | 27,74 | 9     |
| Alleanza Nazionale                    | Giampaolo Chirichelli       | 15 599               | 42,85             | 19 453  | 41,44   | 3 452                                | 8,74   | 2     |       |
| Lega Nord                             | Giampaolo Chirichelli       | 15 599               | 42,85             | 19 453  | 41,44   | 3 044                                | 7,70   | 2     |       |
| Centro Cristiano Democratico          | Giampaolo Chirichelli       | 15 599               | 42,85             | 19 453  | 41,44   | 527                                  | 1,33   | –     |       |
| Seggio di coalizione                  | Seggio di coalizione        | Seggio di coalizione | 42,85             | 19 453  | 41,44   | 1                                    |        |       |       |
|                                       | Vittorio Vaccari            | Vittorio Vaccari     | Vittorio Vaccari  | 3 130   | 6,67    | Libera Pavia                         | 1 643  | 4,16  | –     |
| I Liberal Sgarbi                      | Vittorio Vaccari            | Vittorio Vaccari     | Vittorio Vaccari  | 3 130   | 6,67    | 602                                  | 1,52   | –     |       |
| Seggio di coalizione                  | Seggio di coalizione        | Seggio di coalizione | Vittorio Vaccari  | 3 130   | 6,67    | 1                                    |        |       |       |
|                                       | Francesco Maurici           | Francesco Maurici    | Francesco Maurici | 1 533   | 3,27    | Partito della Rifondazione Comunista | 1 507  | 3,81  | –     |
| Seggio di coalizione                  | Seggio di coalizione        | Seggio di coalizione | Francesco Maurici | 1 533   | 3,27    | 1                                    |        |       |       |
|                                       | Luca Sforzini               | Luca Sforzini        | Luca Sforzini     | 494     | 1,05    | Giovane Pavia                        | 428    | 1,08  | –     |
|                                       | Giovanni Desigis            | Giovanni Desigis     | Giovanni Desigis  | 400     | 0,85    | Autonomisti per l'Europa             | 358    | 0,91  | –     |
|                                       | Roberto Innocenti           | Roberto Innocenti    | Roberto Innocenti | 158     | 0,34    | Partito Umanista                     | 141    | 0,36  | –     |
| Totale                                | Totale                      | 36 407               | 100               | 46 938  | 100     |                                      | 39 512 | 100   | 40    |
|                                       |                             |                      |                   |         |         |                                      |        |       |       |
| Fonte: Ministero dell'interno         |                             |                      |                   |         |         |                                      |        |       |       |

### Trentino-Alto Adige

#### Bolzano
| Candidati                       | Candidati                            | II turno            | II turno            | I turno | I turno | Liste                                | Voti   | %     | Seggi |
| Candidati                       | Candidati                            | Voti                | %                   | Voti    | %       | Liste                                | Voti   | %     | Seggi |
| ------------------------------- | ------------------------------------ | ------------------- | ------------------- | ------- | ------- | ------------------------------------ | ------ | ----- | ----- |
|                                 | Giovanni Salghetti Drioli ✔️ Sindaco | 27 820              | 58,82               | 21 121  | 36,39   | Noi per l'Alto Adige                 | 7 189  | 13,39 | 7     |
| Democratici di Sinistra         | Giovanni Salghetti Drioli ✔️ Sindaco | 27 820              | 58,82               | 21 121  | 36,39   | 5 326                                | 9,92   | 5     |       |
| Verdi–Grüne–Vërc                | Giovanni Salghetti Drioli ✔️ Sindaco | 27 820              | 58,82               | 21 121  | 36,39   | 3 918                                | 7,30   | 4     |       |
| Projekt Bozen                   | Giovanni Salghetti Drioli ✔️ Sindaco | 27 820              | 58,82               | 21 121  | 36,39   | 1 160                                | 2,16   | 1     |       |
| Socialisti Democratici Italiani | Giovanni Salghetti Drioli ✔️ Sindaco | 27 820              | 58,82               | 21 121  | 36,39   | 941                                  | 1,75   | 1     |       |
| Ladins                          | Giovanni Salghetti Drioli ✔️ Sindaco | 27 820              | 58,82               | 21 121  | 36,39   | 303                                  | 0,56   | 1     |       |
|                                 | Alberto Pasquali                     | 19 477              | 41,18               | 20 934  | 36,07   | Alleanza Nazionale                   | 12 845 | 23,93 | 12    |
| Forza Italia - CCD              | Alberto Pasquali                     | 19 477              | 41,18               | 20 934  | 36,07   | 3 769                                | 7,02   | 4     |       |
| Bolzano Nuova                   | Alberto Pasquali                     | 19 477              | 41,18               | 20 934  | 36,07   | 1 558                                | 2,90   | 2     |       |
| Laburisti Alto Atesini          | Alberto Pasquali                     | 19 477              | 41,18               | 20 934  | 36,07   | 475                                  | 0,88   | –     |       |
| Lega Nord                       | Alberto Pasquali                     | 19 477              | 41,18               | 20 934  | 36,07   | 315                                  | 0,59   | –     |       |
| Partito Democratico             | Alberto Pasquali                     | 19 477              | 41,18               | 20 934  | 36,07   | 133                                  | 0,25   | –     |       |
|                                 | Elmar Pichler Rolle                  | Elmar Pichler Rolle | Elmar Pichler Rolle | 10 299  | 17,75   | Südtiroler Volkspartei               | 10 190 | 18,98 | 9     |
|                                 | Donato Seppi                         | Donato Seppi        | Donato Seppi        | 2 114   | 3,64    | UnItalia                             | 2 033  | 3,79  | 2     |
|                                 | Fabio Visentin                       | Fabio Visentin      | Fabio Visentin      | 1 517   | 2,61    | Partito della Rifondazione Comunista | 1 496  | 2,79  | 1     |
|                                 | Amiltore Arcuri                      | Amiltore Arcuri     | Amiltore Arcuri     | 1 080   | 1,86    | Gruppo la Città                      | 1 061  | 1,98  | 1     |
|                                 | Andreas Pöder                        | Andreas Pöder       | Andreas Pöder       | 604     | 1,04    | Union für Südtirol                   | 601    | 1,12  | –     |
|                                 | Haymo Planötscher                    | Haymo Planötscher   | Haymo Planötscher   | 369     | 0,64    | Movimento Difesa Valori e Famiglia   | 366    | 0,68  | –     |
| Totale                          | Totale                               | 47 297              | 100                 | 58 038  | 100     |                                      | 53 684 | 100   | 50    |
|                                 |                                      |                     |                     |         |         |                                      |        |       |       |
| Fonte: Ministero dell'interno   |                                      |                     |                     |         |         |                                      |        |       |       |

### Veneto

#### Venezia
| Candidati                             | Candidati                 | II turno                  | II turno                  | I turno | I turno | Liste                                    | Voti    | %     | Seggi |
| Candidati                             | Candidati                 | Voti                      | %                         | Voti    | %       | Liste                                    | Voti    | %     | Seggi |
| ------------------------------------- | ------------------------- | ------------------------- | ------------------------- | ------- | ------- | ---------------------------------------- | ------- | ----- | ----- |
|                                       | Paolo Costa ✔️ Sindaco    | 68 229                    | 55,96                     | 62 755  | 37,67   | Democratici di Sinistra                  | 28 984  | 21,40 | 13    |
| Lista Costa                           | Paolo Costa ✔️ Sindaco    | 68 229                    | 55,96                     | 62 755  | 37,67   | 10 630                                   | 7,85    | 4     |       |
| Socialisti Democratici Italiani - PRI | Paolo Costa ✔️ Sindaco    | 68 229                    | 55,96                     | 62 755  | 37,67   | 7 058                                    | 5,21    | 3     |       |
| Partito dei Comunisti Italiani        | Paolo Costa ✔️ Sindaco    | 68 229                    | 55,96                     | 62 755  | 37,67   | 2 604                                    | 1,92    | 1     |       |
| Alternativa Civica                    | Paolo Costa ✔️ Sindaco    | 68 229                    | 55,96                     | 62 755  | 37,67   | 976                                      | 0,72    | –     |       |
|                                       | Renato Brunetta           | 53 686                    | 44,04                     | 64 956  | 38,99   | Forza Italia                             | 34 261  | 25,30 | 12    |
| Alleanza Nazionale                    | Renato Brunetta           | 53 686                    | 44,04                     | 64 956  | 38,99   | 9 489                                    | 7,01    | 3     |       |
| Lega Nord                             | Renato Brunetta           | 53 686                    | 44,04                     | 64 956  | 38,99   | 5 212                                    | 3,85    | 1     |       |
| Cristiani Democratici Uniti           | Renato Brunetta           | 53 686                    | 44,04                     | 64 956  | 38,99   | 2 807                                    | 2,07    | 1     |       |
| Centro Cristiano Democratico          | Renato Brunetta           | 53 686                    | 44,04                     | 64 956  | 38,99   | 2 428                                    | 1,79    | –     |       |
| I Liberal Sgarbi                      | Renato Brunetta           | 53 686                    | 44,04                     | 64 956  | 38,99   | 1 139                                    | 0,84    | –     |       |
| Seggio di coalizione                  | Seggio di coalizione      | Seggio di coalizione      | 44,04                     | 64 956  | 38,99   | 1                                        |         |       |       |
|                                       | Gianfranco Bettin         | Gianfranco Bettin         | Gianfranco Bettin         | 27 086  | 16,26   | Partito della Rifondazione Comunista (A) | 10 440  | 7,71  | 4     |
| Federazione dei Verdi (B)             | Gianfranco Bettin         | Gianfranco Bettin         | Gianfranco Bettin         | 27 086  | 16,26   | 4 724                                    | 3,49    | 1     |       |
| Città Nuova (C)                       | Gianfranco Bettin         | Gianfranco Bettin         | Gianfranco Bettin         | 27 086  | 16,26   | 4 192                                    | 3,10    | 1     |       |
| Seggio di coalizione                  | Seggio di coalizione      | Seggio di coalizione      | Gianfranco Bettin         | 27 086  | 16,26   | 1                                        |         |       |       |
|                                       | Alessandra Cecchetto Coco | Alessandra Cecchetto Coco | Alessandra Cecchetto Coco | 3 205   | 1,92    | Verdi Colomba                            | 2 828   | 2,09  | –     |
|                                       | Roberto Ferrara           | Roberto Ferrara           | Roberto Ferrara           | 2 483   | 1,49    | Veneti d'Europa                          | 2 206   | 1,63  | –     |
|                                       | Gianni De Michelis        | Gianni De Michelis        | Gianni De Michelis        | 2 152   | 1,29    | Partito Socialista                       | 1 913   | 1,41  | –     |
|                                       | Pino Rauti                | Pino Rauti                | Pino Rauti                | 1 856   | 1,11    | Movimento Sociale Fiamma Tricolore       | 1 674   | 1,24  | –     |
|                                       | Maria Gallina             | Maria Gallina             | Maria Gallina             | 1 203   | 0,72    | Salute Sicurezza                         | 1 141   | 0,84  | –     |
|                                       | Francesco Mario D'Elia    | Francesco Mario D'Elia    | Francesco Mario D'Elia    | 886     | 0,53    | Movimento Autonomia Venezia              | 737     | 0,54  | –     |
| Totale                                | Totale                    | 121 915                   | 100                       | 166 582 | 100     |                                          | 135 443 | 100   | 46    |
|                                       |                           |                           |                           |         |         |                                          |         |       |       |
| Fonte: Ministero dell'interno         |                           |                           |                           |         |         |                                          |         |       |       |

### Marche

#### Macerata
| Candidati                            | Candidati                   | II turno             | II turno          | I turno | I turno | Liste                           | Voti   | %     | Seggi |
| Candidati                            | Candidati                   | Voti                 | %                 | Voti    | %       | Liste                           | Voti   | %     | Seggi |
| ------------------------------------ | --------------------------- | -------------------- | ----------------- | ------- | ------- | ------------------------------- | ------ | ----- | ----- |
|                                      | Giorgio Meschini ✔️ Sindaco | 10 597               | 56,10             | 9 565   | 36,56   | Democratici di Sinistra         | 3 579  | 15,61 | 11    |
| Partito Popolare Italiano            | Giorgio Meschini ✔️ Sindaco | 10 597               | 56,10             | 9 565   | 36,56   | 2 598                           | 11,33  | 7     |       |
| Partito della Rifondazione Comunista | Giorgio Meschini ✔️ Sindaco | 10 597               | 56,10             | 9 565   | 36,56   | 956                             | 4,17   | 2     |       |
| Partito dei Comunisti Italiani       | Giorgio Meschini ✔️ Sindaco | 10 597               | 56,10             | 9 565   | 36,56   | 679                             | 2,96   | 2     |       |
| La Mia Città                         | Giorgio Meschini ✔️ Sindaco | 10 597               | 56,10             | 9 565   | 36,56   | 629                             | 2,74   | 1     |       |
| Socialisti Democratici Italiani      | Giorgio Meschini ✔️ Sindaco | 10 597               | 56,10             | 9 565   | 36,56   | 462                             | 2,01   | 1     |       |
|                                      | Vitaliana Vitaletti         | 8 294                | 43,90             | 7 539   | 28,82   | Forza Italia                    | 2 718  | 11,85 | 3     |
| Alleanza Nazionale                   | Vitaliana Vitaletti         | 8 294                | 43,90             | 7 539   | 28,82   | 2 715                           | 11,84  | 3     |       |
| CCD - CDU                            | Vitaliana Vitaletti         | 8 294                | 43,90             | 7 539   | 28,82   | 1 178                           | 5,14   | 1     |       |
| I Liberal Sgarbi                     | Vitaliana Vitaletti         | 8 294                | 43,90             | 7 539   | 28,82   | 328                             | 1,43   | –     |       |
| Seggio di coalizione                 | Seggio di coalizione        | Seggio di coalizione | 43,90             | 7 539   | 28,82   | 1                               |        |       |       |
|                                      | Anna Menghi                 | Anna Menghi          | Anna Menghi       | 4 845   | 18,52   | Comitato Anna Menghi            | 3 315  | 14,46 | 3     |
| Le Frazioni per Macerata             | Anna Menghi                 | Anna Menghi          | Anna Menghi       | 4 845   | 18,52   | 539                             | 2,35   | –     |       |
| Seggio di coalizione                 | Seggio di coalizione        | Seggio di coalizione | Anna Menghi       | 4 845   | 18,52   | 1                               |        |       |       |
|                                      | Gian Mario Maulo            | Gian Mario Maulo     | Gian Mario Maulo  | 3 033   | 11,59   | I Democratici - Città dell'Uomo | 2 459  | 10,72 | 2     |
| Seggio di coalizione                 | Seggio di coalizione        | Seggio di coalizione | Gian Mario Maulo  | 3 033   | 11,59   | 1                               |        |       |       |
|                                      | Mario Crucianelli           | Mario Crucianelli    | Mario Crucianelli | 1 181   | 4,51    | Destra di Popolo                | 778    | 3,39  | –     |
| Seggio di coalizione                 | Seggio di coalizione        | Seggio di coalizione | Mario Crucianelli | 1 181   | 4,51    | 1                               |        |       |       |
| Totale                               | Totale                      | 18 891               | 100               | 26 163  | 100     |                                 | 22 933 | 100   | 40    |
|                                      |                             |                      |                   |         |         |                                 |        |       |       |
| Fonte: Ministero dell'interno        |                             |                      |                   |         |         |                                 |        |       |       |

### Abruzzo

#### Chieti
| Candidati                          | Candidati                 | II turno             | II turno         | I turno | I turno | Liste                                | Voti   | %     | Seggi |
| Candidati                          | Candidati                 | Voti                 | %                | Voti    | %       | Liste                                | Voti   | %     | Seggi |
| ---------------------------------- | ------------------------- | -------------------- | ---------------- | ------- | ------- | ------------------------------------ | ------ | ----- | ----- |
|                                    | Nicola Cucullo ✔️ Sindaco | 17 229               | 59,31            | 18 033  | 48,63   | Forza Italia                         | 4 948  | 14,51 | 7     |
| Alleanza Nazionale                 | Nicola Cucullo ✔️ Sindaco | 17 229               | 59,31            | 18 033  | 48,63   | 4 442                                | 13,03  | 7     |       |
| Cristiani Democratici Uniti        | Nicola Cucullo ✔️ Sindaco | 17 229               | 59,31            | 18 033  | 48,63   | 2 905                                | 8,52   | 4     |       |
| Partito Democratico Cristiano      | Nicola Cucullo ✔️ Sindaco | 17 229               | 59,31            | 18 033  | 48,63   | 2 534                                | 7,43   | 4     |       |
| I Liberal Sgarbi                   | Nicola Cucullo ✔️ Sindaco | 17 229               | 59,31            | 18 033  | 48,63   | 1 051                                | 3,08   | 1     |       |
| Movimento Sociale Fiamma Tricolore | Nicola Cucullo ✔️ Sindaco | 17 229               | 59,31            | 18 033  | 48,63   | 1 023                                | 3,00   | 1     |       |
| Riformatori Radicali Liberi        | Nicola Cucullo ✔️ Sindaco | 17 229               | 59,31            | 18 033  | 48,63   | 475                                  | 1,39   | –     |       |
|                                    | Raffaele Tenaglia         | 11 818               | 40,69            | 11 881  | 32,04   | Democratici di Sinistra              | 5 121  | 15,02 | 6     |
| Civitas Teatina                    | Raffaele Tenaglia         | 11 818               | 40,69            | 11 881  | 32,04   | 2 210                                | 6,48   | 2     |       |
| Partito Popolare Italiano          | Raffaele Tenaglia         | 11 818               | 40,69            | 11 881  | 32,04   | 1 649                                | 4,84   | 2     |       |
| I Democratici                      | Raffaele Tenaglia         | 11 818               | 40,69            | 11 881  | 32,04   | 1 466                                | 4,30   | 1     |       |
| Socialisti Democratici Italiani    | Raffaele Tenaglia         | 11 818               | 40,69            | 11 881  | 32,04   | 717                                  | 2,10   | –     |       |
| Federazione dei Verdi              | Raffaele Tenaglia         | 11 818               | 40,69            | 11 881  | 32,04   | 557                                  | 1,63   | –     |       |
| Seggio di coalizione               | Seggio di coalizione      | Seggio di coalizione | 40,69            | 11 881  | 32,04   | 1                                    |        |       |       |
|                                    | Liberato Aceto            | Liberato Aceto       | Liberato Aceto   | 6 198   | 16,71   | Centro Cristiano Democratico         | 4 221  | 12,38 | 3     |
| Seggio di coalizione               | Seggio di coalizione      | Seggio di coalizione | Liberato Aceto   | 6 198   | 16,71   | 1                                    |        |       |       |
|                                    | Isidoro Malandra          | Isidoro Malandra     | Isidoro Malandra | 969     | 2,61    | Partito della Rifondazione Comunista | 774    | 2,27  | –     |
| Totale                             | Totale                    | 29 047               | 100              | 37 081  | 100     |                                      | 34 093 | 100   | 40    |
|                                    |                           |                      |                  |         |         |                                      |        |       |       |
| Fonte: Ministero dell'interno      |                           |                      |                  |         |         |                                      |        |       |       |

### Puglia

#### Taranto
| Candidati                            | Candidati                   | II turno             | II turno          | I turno | I turno | Liste                           | Voti    | %     | Seggi |
| Candidati                            | Candidati                   | Voti                 | %                 | Voti    | %       | Liste                           | Voti    | %     | Seggi |
| ------------------------------------ | --------------------------- | -------------------- | ----------------- | ------- | ------- | ------------------------------- | ------- | ----- | ----- |
|                                      | Rossana Di Bello ✔️ Sindaca | 55 181               | 57,55             | 61 252  | 49,03   | Forza Italia                    | 30 785  | 27,74 | 15    |
| Centro Cristiano Democratico         | Rossana Di Bello ✔️ Sindaca | 55 181               | 57,55             | 61 252  | 49,03   | 7 838                           | 7,06    | 4     |       |
| Alleanza Nazionale                   | Rossana Di Bello ✔️ Sindaca | 55 181               | 57,55             | 61 252  | 49,03   | 7 653                           | 6,90    | 3     |       |
| Prospettive                          | Rossana Di Bello ✔️ Sindaca | 55 181               | 57,55             | 61 252  | 49,03   | 3 358                           | 3,03    | 1     |       |
| Partito Democratico Cristiano        | Rossana Di Bello ✔️ Sindaca | 55 181               | 57,55             | 61 252  | 49,03   | 2 568                           | 2,31    | 1     |       |
| Il Trifoglio - PS - LS               | Rossana Di Bello ✔️ Sindaca | 55 181               | 57,55             | 61 252  | 49,03   | 1 759                           | 1,59    | –     |       |
| Sviluppo Sociale Lavoro              | Rossana Di Bello ✔️ Sindaca | 55 181               | 57,55             | 61 252  | 49,03   | 413                             | 0,37    | –     |       |
| Movimento Democratico Italiano       | Rossana Di Bello ✔️ Sindaca | 55 181               | 57,55             | 61 252  | 49,03   | 381                             | 0,34    | –     |       |
|                                      | Raffaele Valla              | 40 706               | 42,45             | 47 626  | 38,12   | Democratici di Sinistra         | 18 268  | 16,46 | 6     |
| Partito Popolare Italiano            | Raffaele Valla              | 40 706               | 42,45             | 47 626  | 38,12   | 5 937                           | 5,35    | 2     |       |
| I Democratici                        | Raffaele Valla              | 40 706               | 42,45             | 47 626  | 38,12   | 4 314                           | 3,89    | 1     |       |
| UDEUR                                | Raffaele Valla              | 40 706               | 42,45             | 47 626  | 38,12   | 3 555                           | 3,20    | 1     |       |
| Socialisti Democratici Italiani      | Raffaele Valla              | 40 706               | 42,45             | 47 626  | 38,12   | 2 643                           | 2,38    | 1     |       |
| Partito della Rifondazione Comunista | Raffaele Valla              | 40 706               | 42,45             | 47 626  | 38,12   | 2 613                           | 2,35    | 1     |       |
| Taranto Solidale                     | Raffaele Valla              | 40 706               | 42,45             | 47 626  | 38,12   | 1 703                           | 1,53    | –     |       |
| Partito dei Comunisti Italiani       | Raffaele Valla              | 40 706               | 42,45             | 47 626  | 38,12   | 753                             | 0,68    | –     |       |
| Federazione dei Verdi                | Raffaele Valla              | 40 706               | 42,45             | 47 626  | 38,12   | 744                             | 0,67    | –     |       |
| Rinnovamento Italiano                | Raffaele Valla              | 40 706               | 42,45             | 47 626  | 38,12   | 618                             | 0,56    | –     |       |
| Seggio di coalizione                 | Seggio di coalizione        | Seggio di coalizione | 42,45             | 47 626  | 38,12   | 1                               |         |       |       |
|                                      | Mario Cito                  | Mario Cito           | Mario Cito        | 9 891   | 7,92    | Lega d'Azione Meridionale       | 8 905   | 8,02  | 1     |
| Seggio di coalizione                 | Seggio di coalizione        | Seggio di coalizione | Mario Cito        | 9 891   | 7,92    | 1                               |         |       |       |
|                                      | Arturo Messinese            | Arturo Messinese     | Arturo Messinese  | 3 314   | 2,65    | Federazione di Centro           | 2 231   | 2,01  | –     |
| Cristiani Democratici Uniti          | Arturo Messinese            | Arturo Messinese     | Arturo Messinese  | 3 314   | 2,65    | 1 483                           | 1,34    | –     |       |
| Seggio di coalizione                 | Seggio di coalizione        | Seggio di coalizione | Arturo Messinese  | 3 314   | 2,65    | 1                               |         |       |       |
|                                      | Francesco Vitanza           | Francesco Vitanza    | Francesco Vitanza | 2 378   | 1,90    | Lega del Polo                   | 2 083   | 1,88  | –     |
|                                      | Giuseppe Quaranta           | Giuseppe Quaranta    | Giuseppe Quaranta | 259     | 0,21    | Lista Quaranta                  | 181     | 0,16  | –     |
|                                      | Alfonso Alfano              | Alfonso Alfano       | Alfonso Alfano    | 215     | 0,17    | Disoccupati Precari Meridionali | 187     | 0,17  | –     |
| Totale                               | Totale                      | 95 887               | 100               | 124 935 | 100     |                                 | 110 973 | 100   | 40    |
|                                      |                             |                      |                   |         |         |                                 |         |       |       |
| Fonte: Ministero dell'interno        |                             |                      |                   |         |         |                                 |         |       |       |

### Sardegna

#### Nuoro
| Candidati                     | Candidati                     | II turno             | II turno         | I turno | I turno | Liste                                | Voti   | %     | Seggi |
| Candidati                     | Candidati                     | Voti                 | %                | Voti    | %       | Liste                                | Voti   | %     | Seggi |
| ----------------------------- | ----------------------------- | -------------------- | ---------------- | ------- | ------- | ------------------------------------ | ------ | ----- | ----- |
|                               | Mario Demuru Zidda ✔️ Sindaco | 10 807               | 61,27            | 9 021   | 38,20   | Democratici di Sinistra - FD         | 3 459  | 15,89 | 8     |
| Popolari Democratici          | Mario Demuru Zidda ✔️ Sindaco | 10 807               | 61,27            | 9 021   | 38,20   | 3 062                                | 14,07  | 7     |       |
| PdCI - FdV                    | Mario Demuru Zidda ✔️ Sindaco | 10 807               | 61,27            | 9 021   | 38,20   | 1 007                                | 4,63   | 2     |       |
| Partito Sardo d'Azione        | Mario Demuru Zidda ✔️ Sindaco | 10 807               | 61,27            | 9 021   | 38,20   | 812                                  | 3,73   | 1     |       |
|                               | Myriam Siotto                 | 6 831                | 38,73            | 8 273   | 35,03   | Per Cambiare (UDR - PPS)             | 2 871  | 13,19 | 5     |
| Forza Italia                  | Myriam Siotto                 | 6 831                | 38,73            | 8 273   | 35,03   | 2 437                                | 11,20  | 4     |       |
| CCD - CDU                     | Myriam Siotto                 | 6 831                | 38,73            | 8 273   | 35,03   | 1 612                                | 7,41   | 2     |       |
| Alleanza Nazionale            | Myriam Siotto                 | 6 831                | 38,73            | 8 273   | 35,03   | 894                                  | 4,11   | 1     |       |
| Seggio di coalizione          | Seggio di coalizione          | Seggio di coalizione | 38,73            | 8 273   | 35,03   | 1                                    |        |       |       |
|                               | Giuseppe Tupponi              | Giuseppe Tupponi     | Giuseppe Tupponi | 3 360   | 14,23   | Socialisti Uniti (SDI - FSD) (A)     | 2 745  | 12,61 | 5     |
| Seggio di coalizione          | Seggio di coalizione          | Seggio di coalizione | Giuseppe Tupponi | 3 360   | 14,23   | 1                                    |        |       |       |
|                               | Giuseppe Pintori              | Giuseppe Pintori     | Giuseppe Pintori | 1 196   | 5,06    | Partito della Rifondazione Comunista | 1 213  | 5,57  | 1     |
| Seggio di coalizione          | Seggio di coalizione          | Seggio di coalizione | Giuseppe Pintori | 1 196   | 5,06    | 1                                    |        |       |       |
|                               | Gian Paolo Mele               | Gian Paolo Mele      | Gian Paolo Mele  | 730     | 3,09    | Sardigna Natzione                    | 633    | 2,91  | –     |
|                               | Sebastiano Loddo              | Sebastiano Loddo     | Sebastiano Loddo | 652     | 2,76    | Città Giardino (B)                   | 662    | 3,04  | –     |
| Seggio di coalizione          | Seggio di coalizione          | Seggio di coalizione | Sebastiano Loddo | 652     | 2,76    | 1                                    |        |       |       |
|                               | Martino Corda                 | Martino Corda        | Martino Corda    | 382     | 1,62    | Socialisti Autonomisti Nuoresi       | 360    | 1,65  | –     |
| Totale                        | Totale                        | 17 638               | 100              | 23 614  | 100     |                                      | 21 767 | 100   | 40    |
|                               |                               |                      |                  |         |         |                                      |        |       |       |
| Fonte: Ministero dell'interno |                               |                      |                  |         |         |                                      |        |       |       |

#### Sassari
| Candidati                            | Candidati               | II turno             | II turno           | I turno | I turno | Liste                         | Voti   | %     | Seggi |
| Candidati                            | Candidati               | Voti                 | %                  | Voti    | %       | Liste                         | Voti   | %     | Seggi |
| ------------------------------------ | ----------------------- | -------------------- | ------------------ | ------- | ------- | ----------------------------- | ------ | ----- | ----- |
|                                      | Nanni Campus ✔️ Sindaco | 31 736               | 53,06              | 32 040  | 41,54   | Forza Italia                  | 8 319  | 12,06 | 8     |
| Alleanza Nazionale                   | Nanni Campus ✔️ Sindaco | 31 736               | 53,06              | 32 040  | 41,54   | 7 926                         | 11,49  | 7     |       |
| Convergenza Democratica              | Nanni Campus ✔️ Sindaco | 31 736               | 53,06              | 32 040  | 41,54   | 5 841                         | 8,47   | 5     |       |
| Centro Cristiano Democratico         | Nanni Campus ✔️ Sindaco | 31 736               | 53,06              | 32 040  | 41,54   | 2 914                         | 4,23   | 2     |       |
| Patto Segni - Riformatori Sardi      | Nanni Campus ✔️ Sindaco | 31 736               | 53,06              | 32 040  | 41,54   | 2 524                         | 3,66   | 2     |       |
|                                      | Leonardo Marras         | 28 075               | 46,94              | 29 267  | 37,95   | Partito Popolare Italiano     | 6 425  | 9,32  | 3     |
| Democratici di Sinistra              | Leonardo Marras         | 28 075               | 46,94              | 29 267  | 37,95   | 6 011                         | 8,72   | 2     |       |
| Partito Sardo d'Azione               | Leonardo Marras         | 28 075               | 46,94              | 29 267  | 37,95   | 4 461                         | 6,47   | 2     |       |
| Federazione Democratica              | Leonardo Marras         | 28 075               | 46,94              | 29 267  | 37,95   | 4 087                         | 5,93   | 2     |       |
| I Democratici                        | Leonardo Marras         | 28 075               | 46,94              | 29 267  | 37,95   | 3 937                         | 5,71   | 1     |       |
| Socialisti Democratici Italiani      | Leonardo Marras         | 28 075               | 46,94              | 29 267  | 37,95   | 2 824                         | 4,10   | 1     |       |
| Partito dei Comunisti Italiani       | Leonardo Marras         | 28 075               | 46,94              | 29 267  | 37,95   | 739                           | 1,07   | –     |       |
| Seggio di coalizione                 | Seggio di coalizione    | Seggio di coalizione | 46,94              | 29 267  | 37,95   | 1                             |        |       |       |
|                                      | Anna Sanna              | Anna Sanna           | Anna Sanna         | 12 406  | 16,09   | Città Mia                     | 4 692  | 6,80  | 2     |
| Lista Civica                         | Anna Sanna              | Anna Sanna           | Anna Sanna         | 12 406  | 16,09   | 3 028                         | 4,39   | 1     |       |
| Partito della Rifondazione Comunista | Anna Sanna              | Anna Sanna           | Anna Sanna         | 12 406  | 16,09   | 1 825                         | 2,65   | –     |       |
| Seggio di coalizione                 | Seggio di coalizione    | Seggio di coalizione | Anna Sanna         | 12 406  | 16,09   | 1                             |        |       |       |
|                                      | Marcello Orrù           | Marcello Orrù        | Marcello Orrù      | 1 829   | 2,37    | Partito Democratico Cristiano | 1 899  | 2,75  | –     |
|                                      | Giovanni Marras         | Giovanni Marras      | Giovanni Marras    | 930     | 1,21    | Sardigna Natzione             | 884    | 1,28  | –     |
|                                      | Massimiliano Nappi      | Massimiliano Nappi   | Massimiliano Nappi | 651     | 0,84    | Turandola                     | 617    | 0,89  | –     |
| Totale                               | Totale                  | 59 811               | 100                | 77 123  | 100     |                               | 68 953 | 100   | 40    |
|                                      |                         |                      |                    |         |         |                               |        |       |       |
| Fonte: Ministero dell'interno        |                         |                      |                    |         |         |                               |        |       |       |

### Sicilia

#### Catania
|                                      | Umberto Scapagnini ✔️ Sindaco | 98 308  | 56,60 | Forza Italia                       | 43 331  | 26,93 | 15 |  |  |
| Alleanza Nazionale                   | Umberto Scapagnini ✔️ Sindaco | 98 308  | 56,60 | 14 103                             | 8,76    | 4     |    |  |  |
| Centro Cristiano Democratico         | Umberto Scapagnini ✔️ Sindaco | 98 308  | 56,60 | 13 889                             | 8,63    | 4     |    |  |  |
| Cristiani Democratici Uniti          | Umberto Scapagnini ✔️ Sindaco | 98 308  | 56,60 | 8 582                              | 5,33    | 3     |    |  |  |
| Catania Viva                         | Umberto Scapagnini ✔️ Sindaco | 98 308  | 56,60 | 5 606                              | 3,48    | 1     |    |  |  |
| Il Trifoglio                         | Umberto Scapagnini ✔️ Sindaco | 98 308  | 56,60 | 4 126                              | 2,56    | 1     |    |  |  |
| Azzurri Catania                      | Umberto Scapagnini ✔️ Sindaco | 98 308  | 56,60 | 2 311                              | 1,44    | –     |    |  |  |
| L'Altro Polo                         | Umberto Scapagnini ✔️ Sindaco | 98 308  | 56,60 | 2 227                              | 1,38    | –     |    |  |  |
| Partito Socialista                   | Umberto Scapagnini ✔️ Sindaco | 98 308  | 56,60 | 1 445                              | 0,90    | –     |    |  |  |
| I Liberal Sgarbi                     | Umberto Scapagnini ✔️ Sindaco | 98 308  | 56,60 | 735                                | 0,46    | –     |    |  |  |
|                                      | Mario Libertini               | 71 506  | 41,17 | I Democratici                      | 18 360  | 11,41 | 6  |  |  |
| Democratici di Sinistra              | Mario Libertini               | 71 506  | 41,17 | 13 704                             | 8,52    | 4     |    |  |  |
| Partito Popolare Italiano            | Mario Libertini               | 71 506  | 41,17 | 9 541                              | 5,93    | 3     |    |  |  |
| Rinnovamento Italiano                | Mario Libertini               | 71 506  | 41,17 | 7 378                              | 4,59    | 2     |    |  |  |
| UDEUR                                | Mario Libertini               | 71 506  | 41,17 | 3 521                              | 2,19    | 1     |    |  |  |
| Socialisti Democratici Italiani      | Mario Libertini               | 71 506  | 41,17 | 3 413                              | 2,12    | 1     |    |  |  |
| Partito della Rifondazione Comunista | Mario Libertini               | 71 506  | 41,17 | 3 024                              | 1,88    | –     |    |  |  |
| Partito dei Comunisti Italiani       | Mario Libertini               | 71 506  | 41,17 | 1 162                              | 0,72    | –     |    |  |  |
| Federazione dei Verdi                | Mario Libertini               | 71 506  | 41,17 | 1 097                              | 0,68    | –     |    |  |  |
|                                      | Luigi Sidoti                  | 1 610   | 0,93  | Movimento Sociale Fiamma Tricolore | 1 588   | 0,99  | –  |  |  |
|                                      | Andrea Anastasi               | 951     | 0,55  | Partito Democratico Cristiano      | 851     | 0,53  | –  |  |  |
|                                      | Lucia Cannizzaro              | 701     | 0,40  | Partito Siciliano d'Azione         | 598     | 0,37  | –  |  |  |
|                                      | Giuseppe Campo                | 605     | 0,35  | Siciliani Catania                  | 312     | 0,19  | –  |  |  |
| Totale                               | Totale                        | 173 681 | 100   |                                    | 160 904 | 100   | 45 |  |  |
|                                      |                               |         |       |                                    |         |       |    |  |  |
| Fonte: Ministero dell'interno        |                               |         |       |                                    |         |       |    |  |  |

## Elezioni comunali di maggio

### Valle d'Aosta

#### Aosta
|                               | Guido Grimod ✔️ Sindaco | 13 426               | 64,23 | Union Valdôtaine                     | 6 113  | 29,54 | 9  |  |  |
| Stella Alpina                 | Guido Grimod ✔️ Sindaco | 13 426               | 64,23 | 3 743                                | 18,09  | 6     |    |  |  |
| Democratici di Sinistra       | Guido Grimod ✔️ Sindaco | 13 426               | 64,23 | 2 967                                | 14,34  | 4     |    |  |  |
| I Democratici                 | Guido Grimod ✔️ Sindaco | 13 426               | 64,23 | 392                                  | 1,89   | –     |    |  |  |
|                               | Orlando Navarra         | 2 347                | 11,23 | Forza Italia                         | 2 347  | 11,34 | 2  |  |  |
| Seggio di coalizione          | Seggio di coalizione    | Seggio di coalizione | 11,23 | 1                                    |        |       |    |  |  |
|                               | Clotilde Forcellati     | 1 974                | 9,44  | Federazione dei Verdi                | 1 974  | 9,54  | 2  |  |  |
| Seggio di coalizione          | Seggio di coalizione    | Seggio di coalizione | 9,44  | 1                                    |        |       |    |  |  |
|                               | Bruno Milanesio         | 1 297                | 6,20  | Partito Socialista Valdostano        | 1 297  | 6,27  | 1  |  |  |
| Seggio di coalizione          | Seggio di coalizione    | Seggio di coalizione | 6,20  | 1                                    |        |       |    |  |  |
|                               | Alberto Zucchi          | 772                  | 3,69  | Centro-destra per Aosta (AN - CCD)   | 772    | 3,73  | –  |  |  |
| Seggio di coalizione          | Seggio di coalizione    | Seggio di coalizione | 3,69  | 1                                    |        |       |    |  |  |
|                               | Maurizio Pucci          | 689                  | 3,30  | Partito della Rifondazione Comunista | 689    | 3,33  | –  |  |  |
| Seggio di coalizione          | Seggio di coalizione    | Seggio di coalizione | 3,30  | 1                                    |        |       |    |  |  |
|                               | Adriano Genesio         | 399                  | 1,91  | Partito Popolare Italiano            | 399    | 1,93  | –  |  |  |
| Totale                        | Totale                  | 20 904               | 100   |                                      | 20 693 | 100   | 29 |  |  |
|                               |                         |                      |       |                                      |        |       |    |  |  |
| Fonte: Ministero dell'interno |                         |                      |       |                                      |        |       |    |  |  |

## Elezioni comunali di novembre

### Sicilia

#### Enna
| Candidati                            | Candidati                 | II turno      | II turno      | I turno | I turno | Liste                   | Voti   | %     | Seggi |
| Candidati                            | Candidati                 | Voti          | %             | Voti    | %       | Liste                   | Voti   | %     | Seggi |
| ------------------------------------ | ------------------------- | ------------- | ------------- | ------- | ------- | ----------------------- | ------ | ----- | ----- |
|                                      | Rosario Ardica ✔️ Sindaco | 8 302         | 53,45         | 6 491   | 33,73   | Forza Italia            | 3 829  | 20,46 | 7     |
| Alleanza Nazionale - CCD             | Rosario Ardica ✔️ Sindaco | 8 302         | 53,45         | 6 491   | 33,73   | 1 755                   | 9,38   | 3     |       |
| Rinascita della Democrazia Cristiana | Rosario Ardica ✔️ Sindaco | 8 302         | 53,45         | 6 491   | 33,73   | 415                     | 2,22   | –     |       |
|                                      | Luigi Curcio              | 7 231         | 46,55         | 6 822   | 35,45   | Democratici di Sinistra | 4 447  | 23,76 | 7     |
| Partito Popolare Italiano            | Luigi Curcio              | 7 231         | 46,55         | 6 822   | 35,45   | 3 548                   | 18,96  | 6     |       |
| Al Servizio della Città              | Luigi Curcio              | 7 231         | 46,55         | 6 822   | 35,45   | 1 147                   | 6,13   | 2     |       |
| I Democratici                        | Luigi Curcio              | 7 231         | 46,55         | 6 822   | 35,45   | 574                     | 3,07   | 1     |       |
| Federazione dei Liberali             | Luigi Curcio              | 7 231         | 46,55         | 6 822   | 35,45   | 132                     | 0,71   | –     |       |
|                                      | Angelo Moceri             | Angelo Moceri | Angelo Moceri | 5 929   | 30,81   | Per Enna                | 2 866  | 15,32 | 4     |
| Totale                               | Totale                    | 15 533        | 100           | 19 242  | 100     |                         | 18 713 | 100   | 30    |
|                                      |                           |               |               |         |         |                         |        |       |       |
| Fonte: Ministero dell'interno        |                           |               |               |         |         |                         |        |       |       |

## Elezioni provinciali
Sono di seguito indicati i risultati ufficiali, parzialmente diversi da quelli inizialmente divulgati dallo stesso ministero dell'interno.

### Lazio

#### Provincia di Viterbo
| Candidati                                         | Candidati                                 | Voti                           | %     | Liste                                                     | Voti    | %     | Seggi |
| ------------------------------------------------- | ----------------------------------------- | ------------------------------ | ----- | --------------------------------------------------------- | ------- | ----- | ----- |
|                                                   | Luciano Dottarelli Accede al ballottaggio | 85.693                         | 47,81 | Democratici di Sinistra                                   | 38.481  | 21,94 | 6     |
| Partito Popolare Italiano - Rinnovamento Italiano | Luciano Dottarelli Accede al ballottaggio | 85.693                         | 47,81 | 15.186                                                    | 8,66    | 2     |       |
| Partito della Rifondazione Comunista              | Luciano Dottarelli Accede al ballottaggio | 85.693                         | 47,81 | 9.670                                                     | 5,51    | 1     |       |
| Unione Democratici per l'Europa                   | Luciano Dottarelli Accede al ballottaggio | 85.693                         | 47,81 | 5.453                                                     | 3,11    | -     |       |
| I Democratici                                     | Luciano Dottarelli Accede al ballottaggio | 85.693                         | 47,81 | 4.941                                                     | 2,82    | -     |       |
| Socialisti Democratici Italiani                   | Luciano Dottarelli Accede al ballottaggio | 85.693                         | 47,81 | 4.234                                                     | 2,41    | -     |       |
| Partito dei Comunisti Italiani                    | Luciano Dottarelli Accede al ballottaggio | 85.693                         | 47,81 | 3.675                                                     | 2,10    | -     |       |
| Federazione dei Verdi                             | Luciano Dottarelli Accede al ballottaggio | 85.693                         | 47,81 | 2.866                                                     | 1,63    | -     |       |
| Seggio al candidato presidente                    | Seggio al candidato presidente            | Seggio al candidato presidente | 47,81 | 1                                                         |         |       |       |
|                                                   | Giulio Marini Accede al ballottaggio      | 82.273                         | 45,90 | Forza Italia                                              | 35.375  | 20,17 | 7     |
| Alleanza Nazionale                                | Giulio Marini Accede al ballottaggio      | 82.273                         | 45,90 | 29.501                                                    | 16,82   | 5     |       |
| Centro Cristiano Democratico                      | Giulio Marini Accede al ballottaggio      | 82.273                         | 45,90 | 7.908                                                     | 4,51    | 1     |       |
| Cristiani Democratici Uniti                       | Giulio Marini Accede al ballottaggio      | 82.273                         | 45,90 | 6.835                                                     | 3,90    | 1     |       |
| Pensionati Uniti                                  | Giulio Marini Accede al ballottaggio      | 82.273                         | 45,90 | 373                                                       | 0,21    | -     |       |
|                                                   | Ferdinando Signorelli                     | 5.888                          | 3,29  | Lista Signorelli                                          | 5.675   | 3,24  | -     |
|                                                   | Agostino Grattarola                       | 2.334                          | 1,30  | Partito Repubblicano Italiano - Partito Socialista - Area | 2.277   | 1,30  | -     |
|                                                   | Vittorio Di Battista                      | 1.559                          | 0,87  | Fronte Nazionale                                          | 1.528   | 0,87  | -     |
|                                                   | Guido Mussolini                           | 1.484                          | 0,83  | Destra Europea                                            | 1.413   | 0,81  | -     |
| Totale                                            | Totale                                    | 179.231                        |       |                                                           | 175.391 |       | 24    |

Ballottaggio
| Candidati | Candidati                   | Voti   | %      |
| --------- | --------------------------- | ------ | ------ |
|           | Giulio Marini ✔️ Presidente | 74.639 | 53,10  |
|           | Luciano Dottarelli          | 65.914 | 46,90  |
| Totale    | Totale                      |        | 100,00 |

### Campania

#### Provincia di Caserta
| Candidati                            | Candidati                              | Voti                           | %     | Liste                                    | Voti    | %     | Seggi |
| ------------------------------------ | -------------------------------------- | ------------------------------ | ----- | ---------------------------------------- | ------- | ----- | ----- |
|                                      | Riccardo Ventre Accede al ballottaggio | 227.061                        | 49,61 | Forza Italia                             | 93.967  | 20,78 | 10    |
| Alleanza Nazionale                   | Riccardo Ventre Accede al ballottaggio | 227.061                        | 49,61 | 55.834                                   | 12,34   | 6     |       |
| Centro Cristiano Democratico         | Riccardo Ventre Accede al ballottaggio | 227.061                        | 49,61 | 31.739                                   | 7,02    | 3     |       |
| Cristiani Democratici Uniti          | Riccardo Ventre Accede al ballottaggio | 227.061                        | 49,61 | 17.635                                   | 3,90    | 2     |       |
| Partito Democratico Cristiano        | Riccardo Ventre Accede al ballottaggio | 227.061                        | 49,61 | 9.173                                    | 2,03    | 1     |       |
| Cristiani Democratici per la Libertà | Riccardo Ventre Accede al ballottaggio | 227.061                        | 49,61 | 6.114                                    | 1,35    | -     |       |
| Partito Socialista                   | Riccardo Ventre Accede al ballottaggio | 227.061                        | 49,61 | 4.864                                    | 1,08    | -     |       |
| Patto Segni                          | Riccardo Ventre Accede al ballottaggio | 227.061                        | 49,61 | 3.895                                    | 0,86    | -     |       |
|                                      | Pietro Squeglia Accede al ballottaggio | 206.565                        | 45,13 | Democratici di Sinistra                  | 66.689  | 14,74 | 5     |
| Partito Popolare Italiano            | Pietro Squeglia Accede al ballottaggio | 206.565                        | 45,13 | 49.188                                   | 10,88   | 4     |       |
| Unione Democratici per l'Europa      | Pietro Squeglia Accede al ballottaggio | 206.565                        | 45,13 | 32.893                                   | 7,27    | 2     |       |
| I Democratici                        | Pietro Squeglia Accede al ballottaggio | 206.565                        | 45,13 | 21.749                                   | 4,81    | 1     |       |
| Socialisti Democratici Italiani      | Pietro Squeglia Accede al ballottaggio | 206.565                        | 45,13 | 19.290                                   | 4,26    | 1     |       |
| Rinnovamento Italiano                | Pietro Squeglia Accede al ballottaggio | 206.565                        | 45,13 | 8.002                                    | 1,77    | -     |       |
| Partito dei Comunisti Italiani       | Pietro Squeglia Accede al ballottaggio | 206.565                        | 45,13 | 7.827                                    | 1,73    | -     |       |
| Seggio al candidato presidente       | Seggio al candidato presidente         | Seggio al candidato presidente | 45,13 | 1                                        |         |       |       |
|                                      | Pasquale Fronzino                      | 10.965                         | 2,40  | Partito della Rifondazione Comunista (A) | 10.965  | 2,42  | -     |
|                                      | Michele Falcone                        | 7.493                          | 1,64  | Movimento Sociale Fiamma Tricolore (B)   | 7.443   | 1,65  | -     |
|                                      | Armando Stefanelli                     | 3.697                          | 0,81  | Partito Repubblicano Italiano (C)        | 3.445   | 0,76  | -     |
|                                      | Giuseppe Cirillo                       | 1.909                          | 0,42  | Lista civica                             | 1.582   | 0,35  | -     |
| Totale                               | Totale                                 | 457.690                        |       |                                          | 452.294 |       | 36    |

- Le liste contrassegnate con le lettere A e C sono apparentate al secondo turno con il candidato presidente Pietro Squeglia.
- La lista contrassegnata con la lettera B è apparentata al secondo turno con il candidato presidente Riccardo Ventre.

Ballottaggio
| Candidati | Candidati                     | Voti    | %      |
| --------- | ----------------------------- | ------- | ------ |
|           | Riccardo Ventre ✔️ Presidente | 133.470 | 51,52  |
|           | Pietro Squeglia               | 125.599 | 48,48  |
| Totale    | Totale                        |         | 100,00 |

### Sardegna

#### Provincia di Cagliari
| Candidati                            | Candidati                              | Voti                           | %     | Liste                       | Voti    | %     | Seggi |
| ------------------------------------ | -------------------------------------- | ------------------------------ | ----- | --------------------------- | ------- | ----- | ----- |
|                                      | Sandro Balletto Accede al ballottaggio | 178.801                        | 49,35 | Forza Italia                | 66.071  | 19,44 | 9     |
| Alleanza Nazionale                   | Sandro Balletto Accede al ballottaggio | 178.801                        | 49,35 | 33.677                      | 9,91    | 4     |       |
| CDU - CCD - Partito del Popolo Sardo | Sandro Balletto Accede al ballottaggio | 178.801                        | 49,35 | 26.285                      | 7,74    | 3     |       |
| Convergenza Sarda                    | Sandro Balletto Accede al ballottaggio | 178.801                        | 49,35 | 22.878                      | 6,73    | 3     |       |
| Patto Segni - Riformatori Sardi      | Sandro Balletto Accede al ballottaggio | 178.801                        | 49,35 | 21.564                      | 6,35    | 3     |       |
|                                      | Nicola Scano Accede al ballottaggio    | 165.665                        | 45,73 | Democratici di Sinistra     | 60.656  | 17,85 | 6     |
| Partito Popolare Italiano            | Nicola Scano Accede al ballottaggio    | 165.665                        | 45,73 | 27.458                      | 8,08    | 2     |       |
| Partito della Rifondazione Comunista | Nicola Scano Accede al ballottaggio    | 165.665                        | 45,73 | 17.286                      | 5,09    | 1     |       |
| Socialisti Uniti (SDI - FSD)         | Nicola Scano Accede al ballottaggio    | 165.665                        | 45,73 | 13.742                      | 4,04    | 1     |       |
| I Democratici                        | Nicola Scano Accede al ballottaggio    | 165.665                        | 45,73 | 12.711                      | 3,74    | 1     |       |
| Partito Sardo d'Azione               | Nicola Scano Accede al ballottaggio    | 165.665                        | 45,73 | 10.595                      | 3,12    | 1     |       |
| Partito dei Comunisti Italiani       | Nicola Scano Accede al ballottaggio    | 165.665                        | 45,73 | 10.129                      | 2,98    | 1     |       |
| Seggio al candidato presidente       | Seggio al candidato presidente         | Seggio al candidato presidente | 45,73 | 1                           |         |       |       |
|                                      | Matteo Pirina                          | 9.668                          | 2,67  | Sardegna Insieme            | 9.298   | 2,74  | -     |
|                                      | Maria Paola Buccellato                 | 4.245                          | 1,17  | Alleanza Sarda per l'Europa | 3.800   | 1,12  | -     |
|                                      | Giovanni Riccardo Meaggia              | 3.908                          | 1,08% | Sardigna Natzione           | 3.638   | 1,07  | -     |
| Totale                               | Totale                                 | 362.287                        |       |                             | 339.788 |       | 36    |

Ballottaggio
| Candidati | Candidati                     | Voti    | %      |
| --------- | ----------------------------- | ------- | ------ |
|           | Sandro Balletto ✔️ Presidente | 124.484 | 52,24  |
|           | Nicola Scano                  | 113.805 | 47,76  |
| Totale    | Totale                        |         | 100,00 |

#### Provincia di Nuoro
| Candidati                       | Candidati                                      | Voti                           | %     | Liste                                | Voti    | %     | Seggi |
| ------------------------------- | ---------------------------------------------- | ------------------------------ | ----- | ------------------------------------ | ------- | ----- | ----- |
|                                 | Piero Loi Accede al ballottaggio               | 60.613                         | 41,72 | Forza Italia                         | 15.844  | 10,98 | 2     |
| CCD - CDU                       | Piero Loi Accede al ballottaggio               | 60.613                         | 41,72 | 10.472                               | 7,25    | 1     |       |
| Partito del Popolo Sardo        | Piero Loi Accede al ballottaggio               | 60.613                         | 41,72 | 10.176                               | 7,05    | 1     |       |
| Alleanza Nazionale              | Piero Loi Accede al ballottaggio               | 60.613                         | 41,72 | 9.822                                | 6,80    | 1     |       |
| Convergenza Sarda               | Piero Loi Accede al ballottaggio               | 60.613                         | 41,72 | 7.355                                | 5,09    | 1     |       |
| Patto Segni - Riformatori Sardi | Piero Loi Accede al ballottaggio               | 60.613                         | 41,72 | 6.894                                | 4,78    | 1     |       |
| Seggio al candidato presidente  | Seggio al candidato presidente                 | Seggio al candidato presidente | 41,72 | 1                                    |         |       |       |
|                                 | Francesco Maria Licheri Accede al ballottaggio | 59.448                         | 40,92 | Democratici di Sinistra              | 22.634  | 15,68 | 6     |
| Partito Popolare Italiano       | Francesco Maria Licheri Accede al ballottaggio | 59.448                         | 40,92 | 15.174                               | 10,51   | 4     |       |
| I Democratici                   | Francesco Maria Licheri Accede al ballottaggio | 59.448                         | 40,92 | 8.104                                | 5,61    | 2     |       |
| Partito Sardo d'Azione          | Francesco Maria Licheri Accede al ballottaggio | 59.448                         | 40,92 | 6.705                                | 4,64    | 1     |       |
| Partito dei Comunisti Italiani  | Francesco Maria Licheri Accede al ballottaggio | 59.448                         | 40,92 | 4.973                                | 3,44    | 1     |       |
| Federazione dei Verdi           | Francesco Maria Licheri Accede al ballottaggio | 59.448                         | 40,92 | 2.210                                | 1,53    | -     |       |
|                                 | Tonino Rocca                                   | 11.436                         | 7,87  | Socialisti Uniti (SDI - FSD)         | 11.260  | 7,80  | 1     |
|                                 | Ciriaco Davoli                                 | 8.612                          | 5,93  | Partito della Rifondazione Comunista | 7.717   | 5,35  | 1     |
|                                 | Sebastiano Cumpostu                            | 5.181                          | 3,57  | Sardigna Natzione                    | 5.023   | 3,48  | -     |
| Totale                          | Totale                                         | 145.290                        |       |                                      | 144.363 |       | 24    |

Ballottaggio
| Candidati | Candidati                             | Voti   | %      |
| --------- | ------------------------------------- | ------ | ------ |
|           | Francesco Maria Licheri ✔️ Presidente | 50.078 | 55,16  |
|           | Piero Loi                             | 40.712 | 44,84  |
| Totale    | Totale                                |        | 100,00 |

#### Provincia di Oristano
| Candidati                            | Candidati                      | Voti                           | %     | Liste                                | Voti   | %     | Seggi |
| ------------------------------------ | ------------------------------ | ------------------------------ | ----- | ------------------------------------ | ------ | ----- | ----- |
|                                      | Mario Diana ✔️ Presidente      | 49.902                         | 56,50 | Forza Italia                         | 12.428 | 14,42 | 4     |
| Alleanza Nazionale                   | Mario Diana ✔️ Presidente      | 49.902                         | 56,50 | 9.305                                | 10,80  | 3     |       |
| Unione Democratica per la Repubblica | Mario Diana ✔️ Presidente      | 49.902                         | 56,50 | 8.548                                | 9,92   | 3     |       |
| Partito del Popolo Sardo             | Mario Diana ✔️ Presidente      | 49.902                         | 56,50 | 7.210                                | 8,37   | 2     |       |
| Cristiani Democratici Uniti          | Mario Diana ✔️ Presidente      | 49.902                         | 56,50 | 5.898                                | 6,84   | 2     |       |
| Centro Cristiano Democratico         | Mario Diana ✔️ Presidente      | 49.902                         | 56,50 | 3.159                                | 3,67   | 1     |       |
| Patto Segni - Riformatori Sardi      | Mario Diana ✔️ Presidente      | 49.902                         | 56,50 | 2.338                                | 2,71   | -     |       |
|                                      | Alessandro Ladu                | 24.622                         | 27,88 | Democratici di Sinistra              | 10.803 | 12,54 | 3     |
| I Democratici                        | Alessandro Ladu                | 24.622                         | 27,88 | 6.074                                | 7,05   | 2     |       |
| Partito Popolare Italiano            | Alessandro Ladu                | 24.622                         | 27,88 | 5.855                                | 6,79   | 1     |       |
| Partito dei Comunisti Italiani       | Alessandro Ladu                | 24.622                         | 27,88 | 1.040                                | 1,21   | -     |       |
| Seggio al candidato presidente       | Seggio al candidato presidente | Seggio al candidato presidente | 27,88 | 1                                    |        |       |       |
|                                      | Salvatore Giuseppe Bonesu      | 4.825                          | 5,46  | Partito Sardo d'Azione               | 4.784  | 5,55  | 1     |
|                                      | Francesco Cabras               | 4.700                          | 5,32  | Socialisti Uniti (SDI - FSD)         | 4.572  | 5,31  | 1     |
|                                      | Francesco Carta                | 2.787                          | 3,16  | Partito della Rifondazione Comunista | 2.712  | 3,15  | -     |
|                                      | Marco Giuseppe Manca           | 1.486                          | 1,68  | Sardigna Natzione                    | 1.450  | 1,68  | -     |
| Totale                               | Totale                         | 88.322                         |       |                                      | 86.176 |       | 24    |

#### Provincia di Sassari
| Candidati                            | Candidati                            | Voti                           | %     | Liste                                             | Voti    | %     | Seggi |
| ------------------------------------ | ------------------------------------ | ------------------------------ | ----- | ------------------------------------------------- | ------- | ----- | ----- |
|                                      | Franco Masala Accede al ballottaggio | 112.090                        | 45,63 | Forza Italia                                      | 40.522  | 16,98 | 7     |
| Alleanza Nazionale                   | Franco Masala Accede al ballottaggio | 112.090                        | 45,63 | 33.252                                            | 13,93   | 6     |       |
| CDU - CCD - Partito del Popolo Sardo | Franco Masala Accede al ballottaggio | 112.090                        | 45,63 | 14.384                                            | 6,03    | 2     |       |
| Convergenza Sarda                    | Franco Masala Accede al ballottaggio | 112.090                        | 45,63 | 11.407                                            | 4,78    | 2     |       |
| Patto Segni - Riformatori Sardi      | Franco Masala Accede al ballottaggio | 112.090                        | 45,63 | 9.797                                             | 4,11    | 1     |       |
|                                      | Pietro Soddu Accede al ballottaggio  | 107.550                        | 43,78 | Democratici di Sinistra - Federazione Democratica | 36.469  | 15,28 | 4     |
| Partito Popolare Italiano            | Pietro Soddu Accede al ballottaggio  | 107.550                        | 43,78 | 25.433                                            | 10,66   | 2     |       |
| I Democratici                        | Pietro Soddu Accede al ballottaggio  | 107.550                        | 43,78 | 21.376                                            | 8,96    | 2     |       |
| Socialisti Uniti (SDI - FSD)         | Pietro Soddu Accede al ballottaggio  | 107.550                        | 43,78 | 11.673                                            | 4,89    | 1     |       |
| Partito Sardo d'Azione               | Pietro Soddu Accede al ballottaggio  | 107.550                        | 43,78 | 9.905                                             | 4,15    | 1     |       |
| Seggio al candidato presidente       | Seggio al candidato presidente       | Seggio al candidato presidente | 43,78 | 1                                                 |         |       |       |
|                                      | Antonio Brozzu                       | 16.529                         | 6,73  | Partito della Rifondazione Comunista              | 15.846  | 6,64  | 1     |
|                                      | Gavino Sale                          | 9.480                          | 3,86  | Sardigna Natzione                                 | 8.561   | 3,59  | -     |
| Totale                               | Totale                               | 245.649                        |       |                                                   | 238.625 |       | 30    |

Ballottaggio
| Candidati | Candidati                   | Voti   | %      |
| --------- | --------------------------- | ------ | ------ |
|           | Franco Masala ✔️ Presidente | 84.940 | 53,30  |
|           | Pietro Soddu                | 74.434 | 46,70  |
| Totale    | Totale                      |        | 100,00 |